# Stefan Mila
Stefan Mila (ur. 11 lutego 1951 w Kielcach) – polski piłkarz, ojciec piłkarza Sebastiana Mili.

## Kariera sportowa
Jest wychowankiem Kotwicy Kołobrzeg, w której występował w latach 1961-1970. W latach 1970–1978 występował w Gwardii Koszalin, w tym w latach 1973-1978 w II lidze. W sezonie 1978/1979 występował w I-ligowej Gwardii Warszawa, jednak jego jedyny w karierze sezon w ekstraklasie zakończył się spadkiem do II ligi (wystąpił wówczas w 26 spotkaniach, strzelił 4 bramki). W Gwardii występował jeszcze w II lidze, w sezonie 1979/1980 (zagrał w 24 spotkaniach, strzelił 1 bramkę). Następnie był zawodnikiem Polonii Melbourne (1980-1981 i 1981-1986, w przerwie krótko był ponownie graczem Gwardii Koszalin). Jako trener prowadził Bałtyk Koszalin, Gwardię Koszalin, Kotwicę Kołobrzeg, a także drużynę koszalińskiego OZPN.